# Ras el hanout

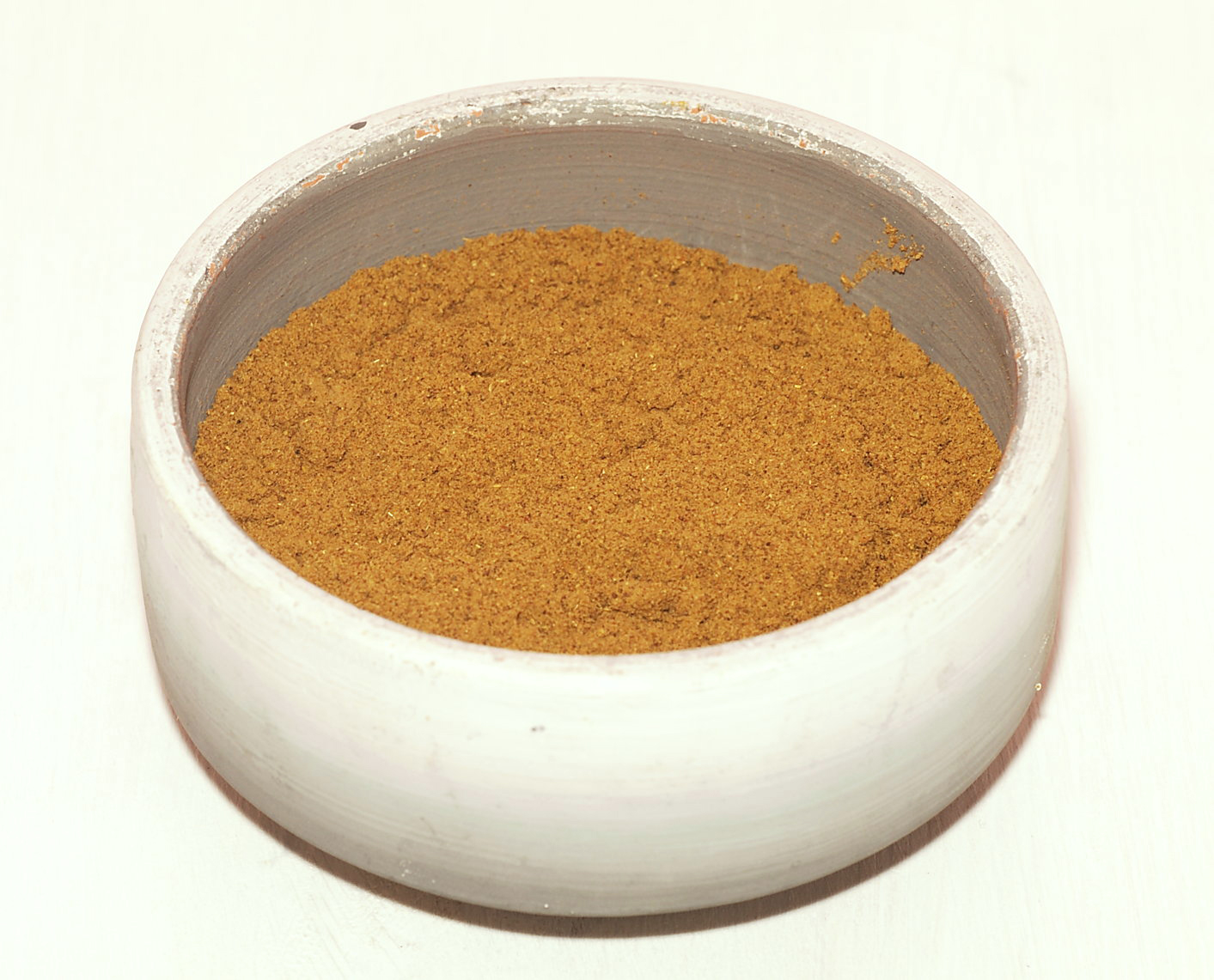
Ras el hanout

Ras el hanout (arabiska: رأس الحانوت) är en kryddblandning främst använd i Maghreb (Marocko, Algeriet och Tunisien). Namnet betyder "butikens topp", med vilket här menas "kryddbutikens finaste [blandning]".
Traditionellt har varje kryddbutik sin egen blandning, som ofta innehåller upp till 30, ibland fler, ingredienser. Dessa varierar; bland de vanligaste återfinns kardemumma, kanel, svartpeppar, kryddnejlika, gurkmeja, ingefära, rosenknoppar och kubeberpeppar. I de kryddblandningar som säljs internationellt kan det dock röra sig om 6–10 ingredienser. 